# NGC 1623
NGC 1623 je galaksija u zviježđu Eridanu.

## Vanjske poveznice
- SEDS: NGC 1623